# 集双高速公路
集安－双辽高速公路，简称集双高速，中国国家高速公路网编号为G1112，是G11国道的联络线之一。起点在集安口岸，途经通化、四平至双辽。绝大部分位于吉林省内，而辽源至四平段有一小段位于辽宁省铁岭市西丰县东北，但辽宁省境内不设置出入口，因此从运营管理的角度讲也可视为全线位于吉林省，目前已全线通车。

## 建设过程
集双高速公路梅河口至东丰段，主线全长15.22km。 利用了营城子—东丰—梅河口高速公路（简称“营东梅高速”、“营东梅高速公路”、“营梅高速公路”）。2009年开工建设，2010年11月11日营城子—东丰—梅河口高速公路建成通车。2017年1月，营东梅高速公路东丰县二龙枢纽至仁合互通段调整为集双高速公路利用段，剩余部分调整为营城子—东丰高速公路（“吉高速S14”） 。
通梅高速公路为集双高速的通化至梅河口段。起点位于通化县马当村的鹤大高速公路互通立交处，向北经曙光、新华柞木台子，在大光阳上跨G303后在周家街东上跨梅集铁路，在莲河东上跨G202和沈集铁路，从五奎山风景区东侧穿过，终点在沈吉高速公路湾龙互通立交。总长97.829公里，总投资70.39亿元，2013年开工，于2015年11月30日通车。
集双高速公路集安至通化段，起自集安市太王镇，接中朝集安至满浦界江公路大桥中方接线，经长岗、清河、头道，止于通化县快大茂镇黎明村黎明枢纽互通与鹤大高速相接，主线全长82.213公里，双向四车道，设计速度80公里/小时。设太王、五女峰、清河、头道、湾湾川和黎明互通立交6座，分离式立交1座；设清河服务区1处、停车区2处、管理处2处；设有集安、五女峰、清河、头道、通化南5处收费站。桥隧占比37%。五女峰隧道长7.9km。2016年4月开工建设，概算投资87.51亿元。2019年9月28日通车。
东丰县至双辽市段起点位于辽源市东丰县北侧的仁合屯，终点位于双辽市北侧的协力屯，长度184.970公里（不含穿越辽宁省西丰县路段、不含伊辽高速共建段）；主线全长205.507公里（东丰至二龙段约4.3公里利用既有营东高速公路改建）。设计速度为100公里/小时的双向四车道高速公路设计标准。设特大桥1027米/1座，大桥11418米/39座，中桥1303米/19座，小桥241米/9座，涵洞209道，隧道1座（左幅长981米，右幅长949米），互通立交16处，分离立交24处（其中公铁立交3处），通道145处，天桥58座。计划工期：2017年4月1日～2019年12月31日。总投资为141.98亿元。2020年9月28日集双高速东丰至双辽（不含辽宁省西丰县）段建成通车运营，通车里程为184.97公里，路段起点位于东丰县境内的二龙互通，与营东高速相接，路段终点位于双辽市境内的协力互通，与大广高速相连。因辽宁省西丰县境内段尚未建设完成，东丰至双辽高速公路分两段开通，分别为东丰至泉太段、石岭至双辽段，中间断头路段需要绕行303国道。
2021年10月28日，东丰至双辽高速公路（东辽县）老营村至石岭段长8.821公里，为集双高速05标段，项目提前10个月建成通车，打通了该高速经过的辽宁省西丰县天德镇的断点。至此，集安至双辽高速公路实现全线贯通。该路段的业主为吉林省高等级公路建设局东平项目建设指挥部，施工单位中冶交通。是吉林省首个跨省施工、跨界管理的高速公路项目。采取吉林省跨省组织建设、辽宁省沿线地方政府配合项目前期和征地拆迁工作全新组织实施模式。项目起点位于吉林省东辽县老营村（吉辽界），与已建成的东丰至老营段顺接，经辽宁省西丰县天德镇雅言村、东升屯、太阳沟、康乐屯、天德村，终点位于天德镇（辽吉界）。

## 互通枢纽及服务设施列表
| 地区                                                                                         | 里程                              | 类型                              | 名称           | 连接                      | 说明                       |
| -------------------------------------------------------------------------------------------- | --------------------------------- | --------------------------------- | -------------- | ------------------------- | -------------------------- |
| 通化市集安市                                                                                 | 0 km                              | 主线出入口                        |                | 331国道                   | 预留口岸以对接朝鲜满浦市   |
| 通化市集安市                                                                                 |                                   | 主线收费站                        | 集安收费站     | 集安收费站                |                            |
| 通化市集安市                                                                                 |                                   | 枢纽                              |                | 本集高速                  |                            |
| 通化市集安市                                                                                 |                                   | 出入口                            | 五女峰         | 303国道                   |                            |
| 通化市集安市                                                                                 |                                   | 停车场 · 飲料小吃                 | 长岗停车区     | 长岗停车区                |                            |
| 通化市集安市                                                                                 |                                   | 停车场 · 加油设施 · 修车站 · 餐厅 | 清河服务区     | 清河服务区                |                            |
| 通化市集安市                                                                                 |                                   | 出入口                            | 清河           | 303国道                   |                            |
| 通化市集安市                                                                                 |                                   | 出入口                            | 头道           | 303国道                   |                            |
| 通化市集安市                                                                                 | 停车场 · 加油设施 · 修车站 · 餐厅 |                                   |                |                           |                            |
| 通化市通化县                                                                                 |                                   | 出入口                            | 通化南         | 201国道                   |                            |
| 通化市通化县                                                                                 |                                   | 枢纽                              | 蜊蛄河大桥     | 鹤大高速                  | 与 鹤大高速共线段起点      |
| 通化市通化县                                                                                 |                                   | 出入口                            | 通化           | 303国道                   |                            |
| 通化市通化县                                                                                 |                                   | 枢纽                              | 马当互通       | 鹤大高速                  | 与 鹤大高速共线段终点      |
| 通化市柳河县                                                                                 |                                   | 停车场 · 加油设施 · 修车站 · 餐厅 | 柳河服务区     | 柳河服务区                |                            |
| 通化市柳河县                                                                                 |                                   | 出入口                            | 三源浦         | 303国道                   | 联络线可前往通化三源浦机场 |
| 通化市柳河县                                                                                 |                                   | 出入口                            | 柳河东         | 303国道                   |                            |
| 通化市柳河县                                                                                 |                                   | 出入口                            | 柳河北         | 303国道（间接连接）       |                            |
| 通化市梅河口市                                                                               |                                   | 出入口                            | 梅河口南       | 202国道（南环西路）       | 可前往海龙湖公园           |
| 通化市梅河口市                                                                               |                                   | 停车场 · 加油设施 · 修车站 · 餐厅 | 梅河口服务区   | 梅河口服务区              |                            |
| 通化市梅河口市                                                                               |                                   | 出入口                            | 梅河口东       | 202国道                   |                            |
| 通化市梅河口市                                                                               |                                   | 枢纽                              | 湾龙互通       | 沈吉高速                  |                            |
| 辽源市东丰县                                                                                 |                                   | 出入口                            | 东丰           | 303国道 104省道（长东线） |                            |
| 辽源市东丰县                                                                                 |                                   | 枢纽                              | 二龙枢纽       | S14 营东高速              |                            |
| 辽源市东丰县                                                                                 |                                   | 停车场 · 飲料小吃                 | 东丰停车区     | 东丰停车区                |                            |
| 辽源市东辽县                                                                                 |                                   | 出入口                            | 渭津           | 045县道                   |                            |
| 辽源市龙山区                                                                                 |                                   | 停车场 · 加油设施 · 修车站 · 餐厅 | 辽源东服务区   | 辽源东服务区              |                            |
| 辽源市龙山区                                                                                 |                                   | 出入口                            | 龙山           | 东辽河大路                |                            |
| 辽源市东辽县                                                                                 |                                   | 枢纽                              |                | 长辽高速                  |                            |
| 辽源市西安区                                                                                 |                                   | 枢纽                              |                | 伊辽高速                  |                            |
| 辽源市东辽县                                                                                 |                                   | 停车场 · 加油设施 · 修车站 · 餐厅 |                |                           |                            |
| 辽源市东辽县                                                                                 |                                   | 出入口                            | 泉太           | 065县道                   |                            |
| 四平市铁东区                                                                                 |                                   | 出入口                            | 石岭           | 303国道                   |                            |
| 四平市铁东区                                                                                 |                                   | 停车场 · 加油设施 · 修车站 · 餐厅 | 石岭服务区     | 石岭服务区                |                            |
| 四平市梨树县                                                                                 |                                   | 枢纽                              |                | 京哈高速                  |                            |
| 四平市梨树县                                                                                 |                                   | 出入口                            | 四平北         | 102国道                   |                            |
| 四平市梨树县                                                                                 |                                   | 停车场 · 加油设施 · 修车站 · 餐厅 | 梨树服务区     | 梨树服务区                |                            |
| 四平市梨树县                                                                                 |                                   | 出入口                            | 梨树南         | 232国道                   |                            |
| 四平市梨树县                                                                                 | 停车场 · 飲料小吃                 |                                   |                |                           |                            |
| 四平市梨树县                                                                                 |                                   | 出入口                            | 四棵树         | 215省道                   |                            |
| 四平市梨树县                                                                                 |                                   | 出入口                            | 林海           | 林海                      |                            |
| 四平市梨树县                                                                                 |                                   | 停车场 · 加油设施 · 修车站 · 餐厅 | 刘家馆子服务区 | 刘家馆子服务区            |                            |
| 四平市梨树县                                                                                 |                                   | 出入口                            | 刘家馆子       | 刘家馆子                  |                            |
| 四平市双辽市                                                                                 |                                   | 出入口                            | 东明           | 203国道                   |                            |
| 四平市双辽市                                                                                 |                                   | 枢纽                              | 后敖卜枢纽     | 长深高速                  |                            |
| 四平市双辽市                                                                                 |                                   | 枢纽                              | 协力枢纽       | 大广高速 双嫩高速         |                            |
| 1.000 英里 = 1.609 千米；1.000 千米 = 0.621 英里 并行路段 • 已关闭／取消 • 限制进入 • 未开放 |                                   |                                   |                |                           |                            |